# Kupa na Sŭvet·skata armiya 1964-1965
La Coppa dell'Esercito sovietico 1964-1965 è stata la 20ª edizione di questo trofeo, e la 25ª in generale di una coppa nazionale bulgara di calcio, iniziata il 16 dicembre 1964 e terminata il 8 settembre 1965. Il CSKA Sofia ha vinto il trofeo per la quinta volta.

## Sedicesimi di finale
| Squadra 1             | Risultato       | Squadra 2         |
| --------------------- | --------------- | ----------------- |
| 16 dicembre 1964      |                 |                   |
| Rozova Dolina         | 3 – 1           | Lokomotiv Plovdiv |
| Sliven                | 1 – 5           | Beroe             |
| Velbažd               | 1 – 0           | Marek Dupnica     |
| Spartak Sofia         | 4 – 0           | Gigant Saedinenie |
| Černo More Varna      | 1 – 2           | Dobrudža          |
| Hebăr Pazardžik       | 0 – 1           | Lokomotiv Sofia   |
| Balkan Botevgrad      | 0 – 4           | Levski Sofia      |
| Slavia Sofia          | 0 – 0 (0-4 dtr) | Tundzha Yambol    |
| Septemvri Sofia       | 2 – 1           | Botev Plovdiv     |
| DMZ A. Ivanov Plovdiv | 1 – 3           | CSKA Sofia        |
| Spartak Plovdiv       | 2 – 1           | Gorubso Madan     |
| Benkowski Isperih     | 0 – 1           | Spartak Pleven    |
| Svetkavica            | 3 – 0           | Sliven            |
| Jantra Gabrovo        | 2 – 1           | Dunav Ruse        |
| Lokomotiv Ruse        | 0 – 1           | Akademik Sofia    |
| Montana               | 4 – 4*          | Botev Vraca       |

- *Il Montana passa al turno successivo mediante sorteggio.

## Ottavi di finale
| Squadra 1                    | Totale          | Squadra 2       | Andata | Ritorno |
| ---------------------------- | --------------- | --------------- | ------ | ------- |
| 7 aprile 1965/21 aprile 1965 |                 |                 |        |         |
| Spartak Sofia                | 6 – 2           | Velbažd         | 6 - 0  | 0 - 2   |
| CSKA Sofia                   | 7 – 0           | Montana         | 6 - 0  | 1 - 0   |
| Spartak Plovdiv              | 5 – 2           | Septemvri Sofia | 5 - 1  | 0 - 1   |
| Lokomotiv Sofia              | 8 – 2           | Svetkavica      | 3 - 0  | 5 - 2   |
| Spartak Pleven               | 3 – 2           | Dobrudža        | 1 - 2  | 2 - 0   |
| Akademik Sofia               | 0 – 0 (5-4 dtr) | Jantra Gabrovo  | 0 - 0  | 0 - 0   |
| Beroe                        | 5 – 2           | Rozova Dolina   | 2 - 1  | 3 - 1   |
| Tundzha Yambol               | 1 – 2           | Levski Sofia    | 0 - 0  | 1 - 2   |

## Quarti di finale
| Squadra 1                     | Totale          | Squadra 2      | Andata | Ritorno |
| ----------------------------- | --------------- | -------------- | ------ | ------- |
| 26 maggio 1965/23 giugno 1965 |                 |                |        |         |
| Levski Sofia                  | 6 – 3           | Akademik Sofia | 4 - 1  | 2 - 2   |
| Spartak Plovdiv               | 3 – 3 (4-7 dtr) | Beroe          | 3 - 1  | 0 - 2   |
| Spartak Sofia                 | 2 – 5           | CSKA Sofia     | 1 - 2  | 1 - 3   |
| Lokomotiv Sofia               | 3 – 3 (5-4 dtr) | Spartak Pleven | 2 - 2  | 1 - 1   |

## Semifinali
| Squadra 1                     | Totale | Squadra 2  | Andata | Ritorno |
| ----------------------------- | ------ | ---------- | ------ | ------- |
| 11 agosto 1965/25 agosto 1965 |        |            |        |         |
| Lokomotiv Sofia               | 0 – 1  | CSKA Sofia | 0 - 1  | 0 - 0   |
| Levski Sofia                  | 2 – 1  | Beroe      | 0 - 0  | 2 - 1   |

## Finale
| Arbitro: | Ion Riter |

|                                            |           |                                       |
| Nikodimov 4’ Tsanev 34’ Kirilov 85’ (rig.) | Marcatori | 69’ (aut.) Vasilev 77’ (rig.) Sokolov |